# Jeanne-Marie Artois
Jeanne-Marie Artois (1762 - 21 juni 1840) was zakenvrouw en eigenaar van brouwerij Artois. Als jongste van veertien kinderen neemt ze samen met een zus de brouwerij over van hun vader Adrien in 1813. Vanaf 1821 tot aan haar dood leidt ze de brouwerij alleen.

## Carrière
Jeanne-Marie stond vanaf 1813 eerst samen met haar zus Marie-Barbe aan het hoofd de brouwerij. Vanaf 1821 staat ze alleen aan het hoofd van de brouwerij. Hiermee trad ze in de voetsporen van haar grootmoeder Maria Isabella Hermans en moeder Maria Josepha Wijbrechts die ook elk een tijd de leiding hadden over de brouwerij na het overlijden van hun echtgenoten. 

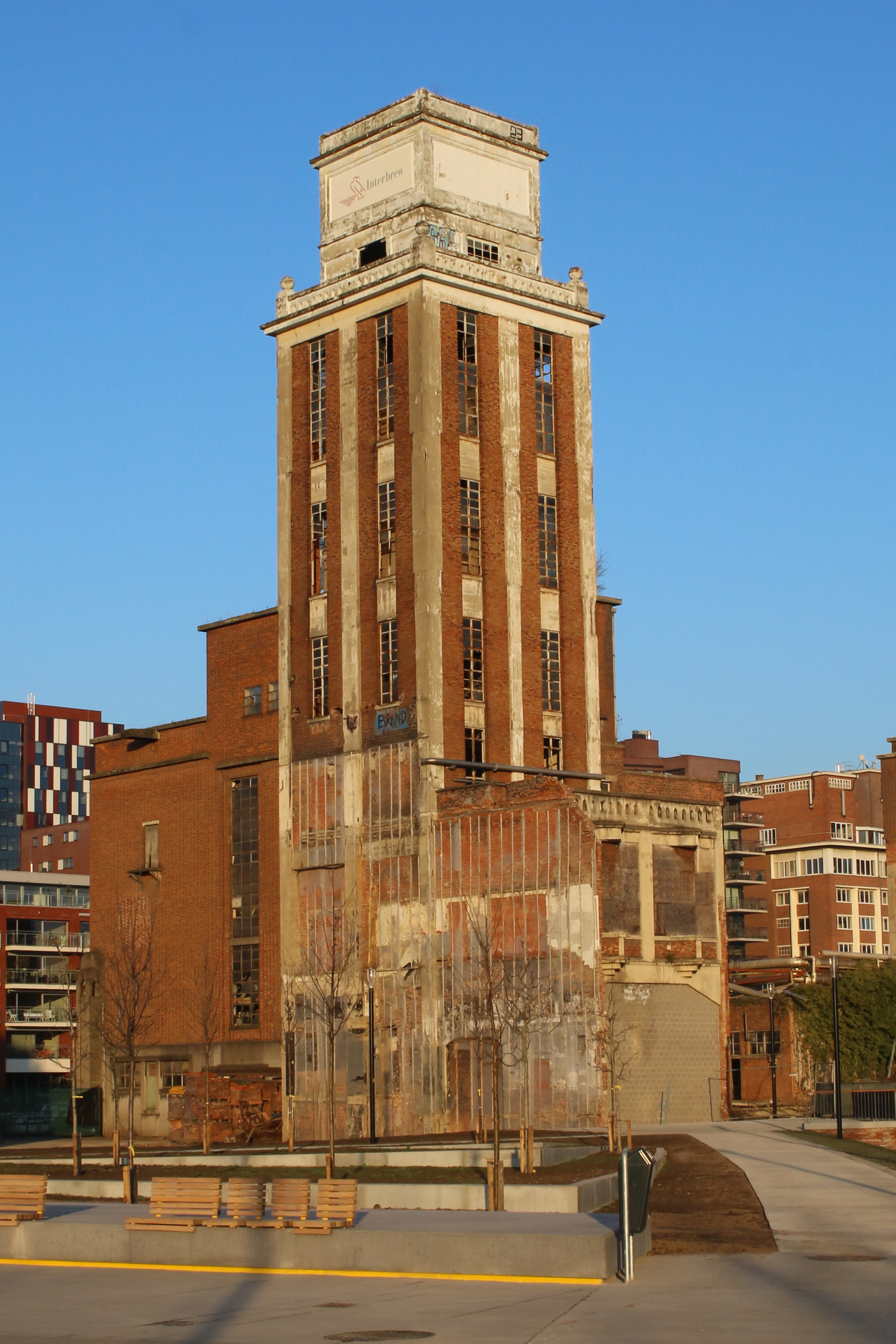
Brouwerij Artois

In 1823 introduceerde Artois een stoommachine in het brouwproces waarmee ze bewees mee te zijn met de laatste trends en zo de basis legde voor een minder arbeidsintensief brouwproces. 

## Persoonlijk
Op 3 november 1814 huwde Artois op 52-jarige leeftijd met Jean-Baptiste Plasschaert die burgemeester was van Leuven van 1811 tot 1814. Het koppel woonde op het familiedomein in Wespelaar dat sinds 1796 in eigendom was van de familie Artois. Het huwelijkscontract legde vast dat ze huwden met scheiding van goederen zodanig dat alle bezittingen, inclusief de brouwerij, in handen zouden blijven van Artois. 
Volgens testament schonk ze haar bezittingen na overlijden aan Albert Marnef, een neef van Matthieu Verlat, kanunnik en filosofieprofessor aan de universiteit van Leuven. Een jaar na haar huwelijk benoemde Artois de geestelijke tot brouwerij in de zaak.